# Justina Robson
Œuvres principales
- Bienvenue en Otopia

Justina Robson, née le 11 juin 1968 à Leeds en Angleterre, est une écrivaine britannique de romans de science-fiction.

## Biographie
Justina Robson étudie la philosophie et la linguistique à l'Université d’York. Avant de devenir écrivain à plein temps, elle occupe divers emplois (secrétaire, rédacteur et professeur de fitness).
Justina Robson participe à l'atelier d'écriture du West Clarion. Sa première publication est 1994 dans la revue britannique, The Third Alternative, mais elle est surtout connue comme romancière.
Son premier roman Silver Screen est nommé pour le prix Arthur-C.-Clarke et le Prix BSFA 2000.
Son deuxième roman Mappa Mundi est aussi nommé pour le prix Arthur-C.-Clarke 2001. Il a remporté la Writer's Bursary 2000 du site Amazon britannique.
En 2004, Natural History, son troisième roman, est finaliste pour le Prix BSFA, et s'est classé deuxième pour le prix John-Wood-Campbell Memorial.
Justina Robson est décrite comme « l'un des meilleurs écrivains parmi les nouveaux auteurs britanniques de hard science-fiction ».
Living Next-Door to the God of Love est une suite à Natural History, dans la mesure où il se déroule dans le même univers. Keeping It Real marque le début d'une nouvelle série, Quantum Gravity Books.
Le 27 juillet 2008, elle a parlé à la BBC Radio 3 au sujet de Doctor Who et de plusieurs autres séries de science-fiction pendant 25 minutes pendant les entractes de Doctor Who Prom.
Justine Robson participe en tant qu'invitée d'honneur au Novacon 39 en 2009.
Elle annonce en avril 2010 sa participation en tant qu'invitée d'honneur au Swancon 36, qui se tiendra le 21 avril 2011 à Perth en Australie.

## Œuvres

### SérieLila Black
1. Bienvenue en Otopia, Milady, 2010 ((en) Keeping it real, 2006)
2. Ascenseur pour Demonia, Milady, 2010 ((en) Selling out, 2007)
3. Destination Faerie, Milady, 2010 ((en) Going Under, 2008)
4. (en) Chasing the dragon, 2009
5. (en) Down to the bone, 2010

### SérieNatural History
1. (en) Natural History, 2003
2. (en) Living Next Door to the God of Love, 2005

### SérieAfter the War
Le premier tome de cette série a été écrit par Adrian Tchaikovsky.
1. (en) Salvation's Fire, 2018

### Série Quantum Gravity
- (en) Keeping It Real, 2006
- (en) Selling Out, 2007
- (en) Going Under, 2008
- (en) Chasing the Dragon, 2009
- (en) Donw to the Bone, 2011

### Romans indépendants
- (en) Silver Screen, 1999
- (en) Mappa Mundi, 2001
- (en) Glorious Angels, 2015
- (en) The Switch, 2017
- (en) Paper Hearts, 2020

### Recueil de nouvelles
- (en) Heliotrope, 2011

## Prix littéraires
- Prix Arthur-C.-Clarke : nommée dans la catégorie du meilleur roman en 2000 pour Silver Screen
- Prix Arthur-C.-Clarke : nommée dans la catégorie du meilleur roman en 2002 pour Mappa Mundi
- Prix British Science Fiction : nommée dans la catégorie du meilleur roman en 2003 pour Natural History
- Prix John-Wood-Campbell Memorial : nommée dans la catégorie du meilleur roman en 2004 pour Natural History
- Prix British Science Fiction : nommée dans la catégorie du meilleur roman en 2005 pour Living Next Door to the God of Love
- Prix Philip-K.-Dick : nommée dans la catégorie du meilleur roman en 2005 pour Natural History
- Prix Philip-K.-Dick : nommée dans la catégorie du meilleur roman en 2005 pour Silver Screen
- Prix Philip-K.-Dick : nommée dans la catégorie du meilleur roman en 2006 pour Living Next Door to the God of Love